# Спільна транспортна політика
Спільна транспортна політика (Common transport policy) — покликана виробити спільні правила щодо руху міжнародного транспорту, маршрут якого починається чи закінчується на території держав-членів або перетинає її (статті 70-80 Договору про заснування Європейської Спільноти). Вона також визначає умови, за яких перевізники-нерезиденти можуть надавати послуги в країнах ЄС і, нарешті, передбачає заходи щодо підвищення безпеки транспорту.
Відколи набрав чинності Амстердамський договір (1 травня 1999 року), рішення в галузі транспортної політики ухвалюють за процедурою спільного ухвалювання рішень, після консультацій з Соціально-економічним комітетом та Комітетом регіонів. Однак досі існують особливі випадки:
```
   * заходи, які можуть відчутно вплинути на рівень життя, зайнятість та рух транспортних засобів, Рада ухвалює одностайно, після консультацій з 
Європейським Парламентом
 та Соціально-економічним комітетом;
   * у випадку особливих заходів щодо морського та повітряного транспорту, в кожному окремому випадку Рада кваліфікованою більшістю вирішує, яку процедуру ухвалювання рішень застосовувати.
```